# Adolphe de Forcade Laroquette

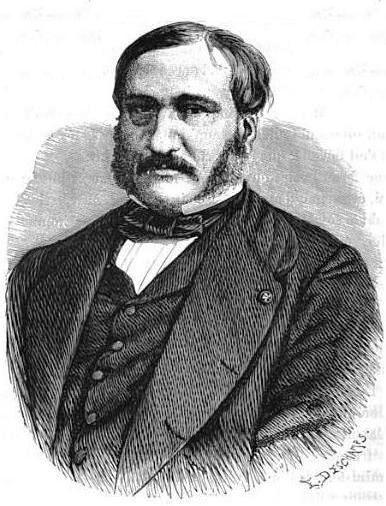
Adolphe de Forcade Laroquette.

Adolphe de Forcade Laroquette (Parijs, 8 april 1820 - aldaar, 15 augustus 1874) was een Frans politicus ten tijde van het Tweede Franse Keizerrijk. Hij was de halfbroer van maarschalk Armand Jacques Leroy de Saint-Arnaud. 

## Politicus
Op 26 november 1860 trad hij toe tot de regering-Bonaparte III als minister van Financiën. Vanaf 20 januari 1867 was hij bovendien minister van Landbouw, Handel en Openbare Werken en vanaf 17 december 1868 kwam daar ook de post Binnenlandse Zaken bij. Hij bleef deze portefeuilles bekleden tot 17 juli 1869.
Na de parlementsverkiezingen van 1869 trad hij toe tot de volgende regering-Bonaparte IV, waarin hij tevens minister van Binnenlandse Zaken was.
Nadat de regering-Ollivier op 2 januari 1870 aan de macht was gekomen, werd hij niet opnieuw minister. Hij werd in het Wetgevend Lichaam gekozen en schaarde zich als lid van de Parti Autoritaire (Autoritaire Partij) bij de oppositie. Na de val van het Tweede Franse Keizerrijk in september 1870 en de afkondiging van de Derde Franse Republiek vluchtte hij tijdelijk naar Spanje. In 1872 slaagde hij er niet in voor het departement Gironde in de Nationale Vergadering te worden gekozen.
- Bibliothèque nationale de France: cb10674447c (data)
- Gemeinsame Normdatei: 1202049044
- International Standard Name Identifier: 0000 0000 0015 4430
- Istituto Centrale per il Catalogo Unico: SGEV018025
- Système universitaire de documentation: 13957204X
- Virtual International Authority File: 76306425
- WorldCat: E39PBJpDQjjx3vXMCdJvg8F7pP